# Sylvia Pinel

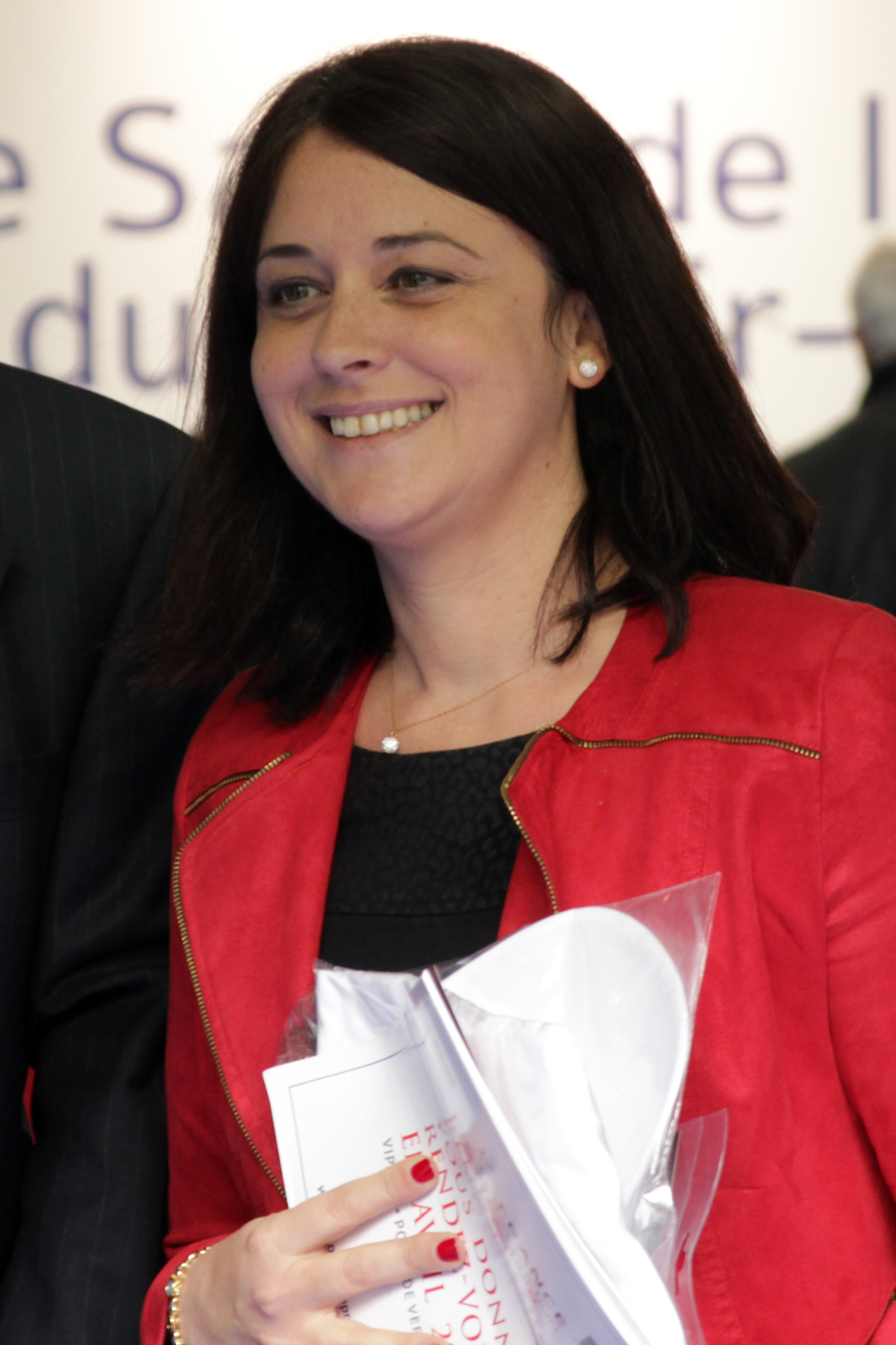
Sylvia Pinel (2013)

Sylvia Pinel (* 28. September 1977 in L’Union, Département Haute-Garonne) ist eine französische Politikerin des Parti radical de gauche (PRG). Von Mai 2012 bis März 2014 war sie Ministerin für Handwerk, Handel und Tourismus und von April 2014 bis Februar 2016 Ministerin für Wohnen und Regionalentwicklung. 

## Leben
Nach dem Schulbesuch studierte Sylvia Pinel Grundrechte und Europarecht und schloss dieses Studium mit einem Diplôme d’études approfondies (DEA) ab. Ein anschließendes postgraduales Studium in den Fächern Prozessführung und Schiedsgerichtsbarkeit beendete sie mit einem Diplôme d’études supérieures spécialisées (DESS).
2007 wurde sie als Vertreterin des Parti Radical de Gauche (PRG) zur Abgeordneten der Nationalversammlung für das Département Tarn-et-Garonne gewählt und 2012 wiedergewählt. Ihr Mandat ruht aufgrund ihrer Mitgliedschaft in der Regierung. Zwischen 2007 und 2012 war sie Vizepräsidentin der Parlamentarischen Freundschaftsgruppe mit Zentralafrika, Äthiopien, Kasachstan und Malta und auch Sekretärin der Parlamentarischen Freundschaftsgruppe Benin, Spanien und Griechenland.
Sylvia Pinel, die auch Präsidentin des PRG im Département Tarn-et-Garonne ist, ist seit 2010 auch Mitglied des Regionalrates der Region Midi-Pyrénées sowie seit 2011 Vizepräsident des PRG. Als solche ist sie zuständig für Bürgerrechte, Sicherheit und Justiz.
Nach der Wahl von François Hollande zum Staatspräsidenten und der Benennung von Jean-Marc Ayrault zum Premierminister wurde sie von diesem am 17. Mai 2012 als Beigeordnete Ministerin für Handwerk, Handel und Tourismus in dessen Kabinett berufen und war als solche dem Industrieminister, Arnaud Montebourg, unterstellt. Im Zuge der Kabinettsneubildung nach der Parlamentswahl 2012 wurde ihre Funktion zu einem eigenständigen Ministerium aufgewertet. Bei der Bildung der Regierung Valls I wurde Pinel am 2. April 2014 zur Ministerin für Wohnen und Regionalentwicklung ernannt. Sie behielt dieses Ressort auch bei der Bildung der zweiten Regierung Valls. Im Zuge einer Regierungsumbildung wurde sie am 11. Februar 2016 als Ministerin entlassen.
2017 bewarb sie sich in der Kandidaten aller linker Parteien offenstehenden Vorwahl der Sozialisten um die Kandidatur für die Sozialisten bei der Präsidentschaftswahl. Sie erhielt im ersten Wahlgang zwei Prozent der Stimmen, wobei sie auf Saint-Pierre und Miquelon mehr als die Hälfte der Stimmen erhielt. Im zweiten Wahlgang rief sie zur Wahl des letztlich  erfolglosen Manuel Valls auf.